# Alicia Paz
Alicia Paz fue una joven actriz de cine, teatro y televisión argentina. Fue la última esposa del primer actor español Pedro López Lagar.

## Carrera
Paz fue una actriz que incursionó esporádicamente en el cine argentino durante la década de 1960. Trabajó bajo la dirección de grandes como Hugo del Carril, Enrique Dawi, Julio Saraceni y Ralph Pappier. Trabajó en Héroes de hoy (1960) con Luis Dávila, Nathán Pinzón y Fidel Pintos; Amorina (1961) donde interpretó el papel de la hija de Tita Merello y Hugo del Carril y hermana de Rodolfo Ranni, Cristóbal Colón en la Facultad de Medicina (1962) junto a José Marrone y Juanita Martínez; y Esquiú, una luz en el sendero (1965) con Hugo Mugica, Luis Medina Castro, Iván Grondona y Jorge Barreiro.
Fue uno de los rostros de comienzos de la década del ’60, que no llegó a consolidarse como estrella, ya que su carrera se interrumpió al unirse a Pedro López Lagar (1899-1977), con quien estuvo casada y trabajó con frecuencia en teatro. Cuando Lagar ya estaba mudo, en el espectacular de TV participó en El asesino del silencio, de Sergio Vladyr, junto a María Aurelia Bisutti e Ignacio Quirós.

## Filmografía
- 1965: Esquiú, una luz en el sendero.
- 1962: Cristóbal Colón en la Facultad de Medicina.
- 1961: Amorina como María Elena.
- 1960: Héroes de hoy.

## Televisión
- 1974: Mujeres de mi patria episodio Niña querida.
- 1972: Premier 70, episodio El asesino del silencio.
- 1965: Teatro del sábado, episodio La torre del gallinero.

## Teatro
- 1955: Panorama desde el puente junto a Pedro López Lagar.